# 关爱和
关爱和（1956年—），男，汉族，河南汝南人，中华人民共和国政治人物，中国共产党党员，第十二届全国人民代表大会河南地区代表。

## 生平
毕业于河南大学中国现当代文学专业。河南大学硕士毕业后留校任教，曾任河南大学中文系主任。1996年5月，任河南大学副校长。2001年9月任河南大学校长。2008年当选第十一届全国人大代表。2008年7月至2017年9月任河大党委书记。2013年当选第十二届全国人大代表。